# Progonia grisea
Progonia grisea là một loài bướm đêm trong họ Noctuidae.